# Ralph Milne
Ralph Milne (født 13. maj 1961, død 6. september 2015) var en skotsk fodboldspiller (midtbane).
Milne tilbragte størstedelen af sin karriere hos Dundee United i sin fødeby, som han var tilknyttet i 11 sæsoner, frem til 1987. Han var i 1979 med til at vinde Liga Cuppen med klubben, efterfulgt af et skotsk mesterskab i 1983. Senere spillede han i engelsk fodbold, hvor han havde ophold hos Charlton, West Ham, Bristol City og Manchester United.
Milne led i mange år af alkoholisme og døde i 2015 i en alder af kun 54 år.

## Titler
Skotsk mesterskab
- 1983 med Dundee United

Scottish League Cup
- 1979 med Dundee United